# David Leestma
David Cornell Leestma (Muskegon, 6 mei 1949) is een Amerikaans voormalig ruimtevaarder. Leestma zijn eerste missie was STS-41-G met de spaceshuttle Challenger en vond plaats op 5 oktober 1984. Tijdens de missie werd een satelliet in een baan rond de Aarde gebracht.
In totaal heeft Leestma drie ruimtevluchten op zijn naam staan. Tijdens zijn missies maakte hij één ruimtewandeling. Hij trainde ook voor STS-61-K, maar deze missie werd geannuleerd vanwege de ramp met de Challenger. In 1992 verliet hij NASA en ging hij als astronaut met pensioen. 